# Nakhon Pathom (huyện)
Mueang Nakhon Pathom (tiếng Thái: เมืองนครปฐม) là huyện thủ phủ (Amphoe Mueang) của tỉnh Nakhon Pathom, miền trung Thái Lan.

## Lịch sử
Huyện được lập năm 1895 với tên gọi huyện Phra Pathom Chedi thuộc Mueang Nakhon Chai Si, Monthon Nakhon Chai Si. Năm 1898, chính quyền dời thủ phủ monthon từ Nakhon Chai Si đến huyện Phra Pathom Chedi. Vua Vajiravudh (Rama VI) đã đổi tên huyện thành Mueang Nakhon Pathom vào năm 1913.

## Địa lý
Các huyện giáp ranh (từ phía bắc theo chiều kim đồng hồ) là Kamphaeng Saen, Don Tum, Nakhon Chai Si, Sam Phran của tỉnh Nakhon Pathom, Bang Phae, Photharam và Ban Pong của tỉnh Ratchaburi.
Khlong Chedi Bucha là nguồn nước chính của huyện.

## Hành chính
Huyện này được chia thành 25 phó huyện (tambon), các đơn vị này lại được chia ra thành 214 làng (muban). Thành phố (thesaban nakhon) Nakhon Pathom nằm trên toàn bộ tambon Phra Pathom Chedi và một phần của tambon Bang Khaem, Bang Khaem, Sanam Chan, Bo Phlap, Nakhon Pathom, Nong Pak Long, Lam Phaya và Huai Chorakhe. Có 3 thị trấn (thesaban tambon) - Phrong Maduea nằm trên một phần của tambon Phrong Maduea và Nong Din Daeng, Tham Sala nằm trên một phần của tambon Tham Sala, còn Don Yai Hom nằm trên một phần của tambon Don Yai Hom.
| 1.  | Phra Pathom Chedi | พระปฐมเจดีย์  |  |
| 2.  | Bang Khaem        | บางแขม      |  |
| 3.  | Phra Prathon      | พระประโทน   |  |
| 4.  | Thammasala        | ธรรมศาลา    |  |
| 5.  | Ta Kong           | ตาก้อง       |  |
| 6.  | Map Khae          | มาบแค       |  |
| 7.  | Sanam Chan        | สนามจันทร์    |  |
| 8.  | Don Yai Hom       | ดอนยายหอม   |  |
| 9.  | Thanon Khat       | ถนนขาด      |  |
| 10. | Bo Phlap          | บ่อพลับ       |  |
| 11. | Nakhon Pathom     | นครปฐม      |  |
| 12. | Wang Taku         | วังตะกู       |  |
| 13. | Nong Pak Long     | หนองปากโลง  |  |
| 14. | Sam Khwai Phueak  | สามควายเผือก |  |
| 15. | Thung Noi         | ทุ่งน้อย       |  |
| 16. | Nong Din Daeng    | หนองดินแดง   |  |
| 17. | Wang Yen          | วังเย็น       |  |
| 18. | Phrong Maduea     | โพรงมะเดื่อ   |  |
| 19. | Lam Phaya         | ลำพยา       |  |
| 20. | Sa Kathiam        | สระกะเทียม   |  |
| 21. | Suan Pan          | สวนป่าน      |  |
| 22. | Huai Chorakhe     | ห้วยจรเข้     |  |
| 23. | Thap Luang        | ทัพหลวง      |  |
| 24. | Nong Ngu Lueam    | หนองงูเหลือม  |  |
| 25. | Ban Yang          | บ้านยาง      |  |